# Maison de Catherine
La maison de Catherine (en estonien : Katariina maja) est un édifice construit dans le quartier d'Ülejõe à Tartu en Estonie.

## Présentation
La maison de Catherine est située à l'adresse Narva mnt 23.
Elle abrite le musée de la ville de Tartu depuis 2001.
Le nom de l'édifice vient de la légende selon laquelle l'impératrice russe Catherine II séjourna dans cette maison.

## Histoire
Construit au XVIIIe siècle, le bâtiment appartenait à l'origine au propriétaire du Manoir de Ropka, le lieutenant Woldemar Conrad von Pistohlkors.
La décoration intérieure de la salle de style Louis XVI est remarquable.
La maison a été conçue par le maître d'œuvre Johann Heinrich Bartholomäus Walther, qui était également le concepteur de l'hôtel de ville de Tartu.
Le bâtiment est resté en possession de la famille Pistohlkors jusqu'en 1809.
De 1886 à 1896, la maison de Catherine a imprimé le journal Postimees et le volume I de la première encyclopédie en estonien compilée par Karl August Hermann en 1900köide.
Au début du XXe siècle, le lycée Hugo Treffner a loué le deuxième étage du bâtiment.
En 1941-1942, le lycée industriel de Tartu fonctionnait dans le bâtiment.
La maison de Catherine est le seul bâtiment de l'ancienne place Henning qui a survécu à la Seconde Guerre mondiale. Depuis 2001, il abrite le musée de la ville de Tartu.

## Galerie

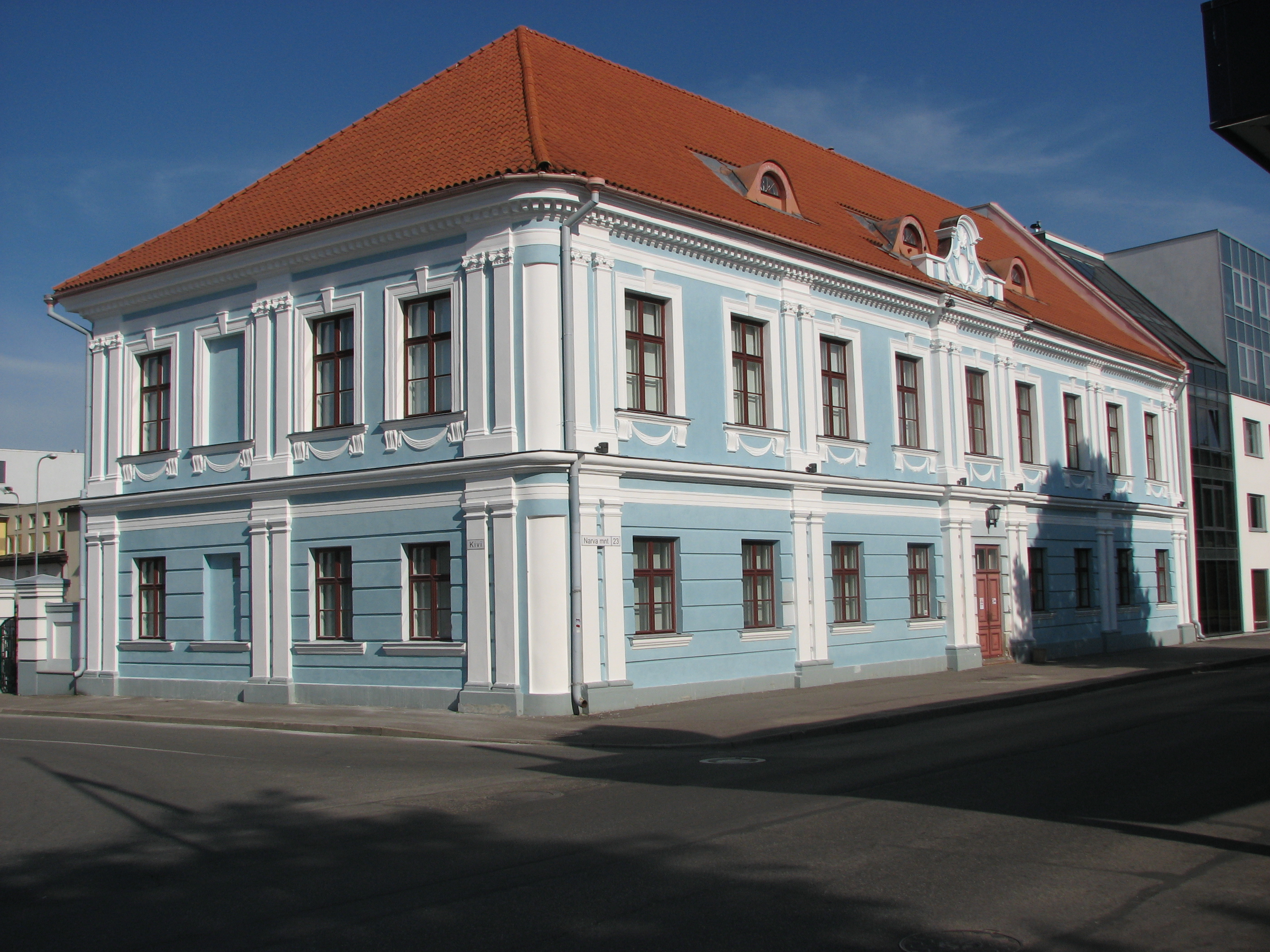
Maison de Catherine